# بمبديون تشيلي
بمبديون تشيلي (الاسم العلمي:Bembidion chilense) هو نوع من الحشرات يتبع جنس البمبديون من فصيلة الخنافس الأرضية.